# Sandra Timmerman
Alexandra Lamberta Johanna (Sandra) Timmerman (Enschede, 23 maart 1964 – Zwolle, 11 juli 2021) was een Nederlands zangeres en theatermaakster.

## Levensloop
Timmerman werd geboren in Enschede als oudste dochter van het Nederlandse zangduo Gert en Hermien Timmerman. Na het afronden van de mavo trad ze als zangeres op met haar zus Sheila en haar ouders.
In 1992 poseerde Timmerman samen met haar zus voor Playboy. Timmerman vormde vanaf datzelfde jaar samen met haar zus en componist René Elenbaas de coverband She She and the He Devils. Later traden ze als duo op onder de naam Sandra & Sheila maar stopten daarmee toen ze de lompe reacties uit het publiek beu waren. Ze bracht ook nummers onder eigen naam uit.
Na haar zangcarrière richtte Timmerman zich meer op het theater. Ze won in 2007 het Concours de la Chanson van de Alliance Française en in 2009 debuteerde ze met haar theatershow Een Nieuwe Liefde. In 2012 had ze een van de hoofdrollen in een Duitse musical Yva over het leven van Elsa 'Yva' Neuländer, een door de nazi's vermoorde modefotografe.

### Relatie met haar ouders
In 2015 kwam Timmerman met de autobiografische theatertour Circuskind, over de roem en succes, de prominente rol van godsdienst in het gezin en het misbruik door haar vader in haar jeugd. Een gezin waar naar haar zeggen "altijd spanning heerste en naar buiten toe de schone schijn werd opgehouden". In 2018 kwam haar boek Circuskind uit, gebaseerd op het gelijknamige theaterstuk.
In juni 2021 verscheen een documentaire over haar ouders en het gezin, De Gert & Hermien Story, die opnieuw de aandacht vestigde op haar turbulente jeugd en de verstoorde relatie met haar ouders.

## Privé
Timmerman kreeg uit twee huwelijken twee dochters en een zoon. Als gevolg van een hersenbloeding werd Timmerman begin juli 2021 opgenomen in het ziekenhuis. Na een aantal dagen in comateuze toestand overleed ze op 57-jarige leeftijd.